# 尹光雄
尹 光雄（ユン・グァンウン、1932年11月20日 - ）は、大韓民国の政治家、軍人。第39代国防部長官、大韓民国国家非常企画委員会委員長、海軍作戦司令官などを歴任。階級は予備役中将。

## 経歴
1932年11月20日に慶尚南道釜山府で生まれた。1961年に釜山商業高校を卒業した。同じ高校を卒業した盧武鉉の先輩である。1966年に海軍士官学校を卒業(海士20期)し、少尉に任官された。1973年に国防大学校を卒業した。1993年に第2艦隊司令官に就任し、1995年には国防部獲得開発局長に、1997年には海軍作戦司令官に、1998年に海軍参謀次長に就任するなど海軍の要職を歴任した。2003年に大韓民国国家非常企画委員会委員長に任命された。翌2004年には盧武鉉大統領の国防補佐官に任命された。同年7月に朝鮮人民軍海軍の警備艇が北方限界線を侵犯した際の交信内容が流出したことに対して憂慮の意思を表明した。
同年7月28日に鉠永吉が国防部長官を辞任し、後任に任命された。2005年に発生した漣川軍部隊銃乱射事件では国会で解任動議が出されたが、盧武鉉大統領がかばい留任した。海軍幹部時代は「米国通」として知られたが、就任後は在韓米軍の戦時作戦統制権返還を推進し、歴代国防部長官や予備役大将との懇談会で論議中止を要求され、政権の安保政策も強く非難された。その後も米韓連合司令部は軍事主権の侵害に近いと発言し、大きな批判を呼んだ。2006年8月27日にアメリカのドナルド・ラムズフェルド国防長官から2009年に戦時作戦統制権を返還するのが望ましいという書簡が尹光雄長官に送られ、2012年に返還することで合意した。
2006年10月9日に北朝鮮初の核実験が強行されたことを受け、辞意を表明した。
2018年に機務司令部が国防部長官在職中の尹の通話を盗聴していたことが分かった。